# Wilfred Hudson Osgood
Pour les articles homonymes, voir Osgood.
Wilfred Hudson Osgood est un zoologiste américain, né le 8 décembre 1875 à Rochester dans le New Hampshire et mort le 20 juin 1947.

## Biographie
Il est le fils de Marion Hudson et d’Harriet Amanda Osgood. Il obtient son Bachelor of Arts à Stanford en 1899. Il travaille comme biologiste au ministère de l’Agriculture des États-Unis d'Amérique de 1897 à 1909, dans le service dirigé par Clinton Hart Merriam (1855-1942) qui exercera une forte influence sur Osgood. Il est chargé des recherches en Alaska de 1899 à 1909. Il est conservateur des mammifères et des oiseaux de 1909 à 1921 puis est conservateur du département de zoologie de 1921 à 1940. Il obtient son Ph. D. en 1918 à l’université de Chicago avec une thèse intitulée Monographic Study of the American Marsupial “Caenolestes” ; elle paraît en 1921.
Outre l’Alaska et les États-Unis, il conduit de nombreuses missions scientifiques dont le but premier est d’enrichir les collections du muséum, il part ainsi au Venezuela, au Pérou, au Chili, en Argentine, au Brésil, en Éthiopie, en Indochine. Il conduit l’expédition en Abyssinie en 1926-1927 pour le compte du Field Museum (mission qui comprend Louis Agassiz Fuertes (1874-1927)) et il participe également à l’expédition suédoise dans le détroit de Magellan. Il se rend plusieurs fois dans des muséums européens (en 1906, 1910 et 1930) pour y étudier leurs collections.
Osgood est notamment l’auteur de Revision of Pocket Mice (1900), Revision of Mice of Genus “Peromyscus” (1909) qui nécessite l’étude de 27 000 spécimens, Biological Invertigations Alaska and Yukon (1909), Fur Seals of Pribilof Islands (1915), The Mammals of Asiatic Expeditions (1932), Artist and Naturalist in Ethiopia (1936) (cosigné par Fuertes), The Mammals of Chile (1943) ainsi qu’environ 180 publications sur la taxinomie, l’anatomie et le comportement des oiseaux et des mammifères.

## Source
Karl Patterson Schmidt (1950), Wilfred Hudson Osgood, 1875-1947. The Auk, 67 : 183-189.